# Jedna si Jedina
Jedna si Jedina (svenska: Du är den enda) var nationalsången i Bosnien och Hercegovina mellan 1992 och 1998.

## Historik
Musiken kommer från den bosniska folklåten S one strane Plive. Texten skrevs av den bosniska sångaren Dino Merlin och antogs som nationalsång i november 1992 och släpptes på ett album av sångaren 1993.
Efter kritik från serber och kroater arbetades en ny nationalsång, Intermeco kallad, fram. Den ersatte Jedna si Jedina som Bosnien och Hercegovinas nationalsång 1998.